# Timarcha nicaeensis
Timarcha nicaeensis is een keversoort uit de familie bladkevers (Chrysomelidae). De wetenschappelijke naam van de soort werd in 1853 gepubliceerd door Villa.